# Lepchas
Les Lepchas (en lepcha : ᰕᰫ་ᰊᰪᰰ་ᰆᰧᰶ ᰛᰩᰵ་ᰀᰪᰱ ᰛᰪᰮ་ᰀᰪᰱ, litt. : « enfants aimés des Rong et de Dieu »), Rong ou Rong pa (« ravins »), forment un groupe ethnique vivant au Népal oriental, au Bhoutan occidental et en Inde (Sikkim et  district de Darjeeling). Leur nombre est estimé à 76 000. Ils ont pour religion ou spiritualité le bön, le mun et le bouddhisme tibétain. Un certain nombre sont également chrétiens, dans le diocèse de Darjeeling (qui comprend également le Sikkim).